# Herdersem

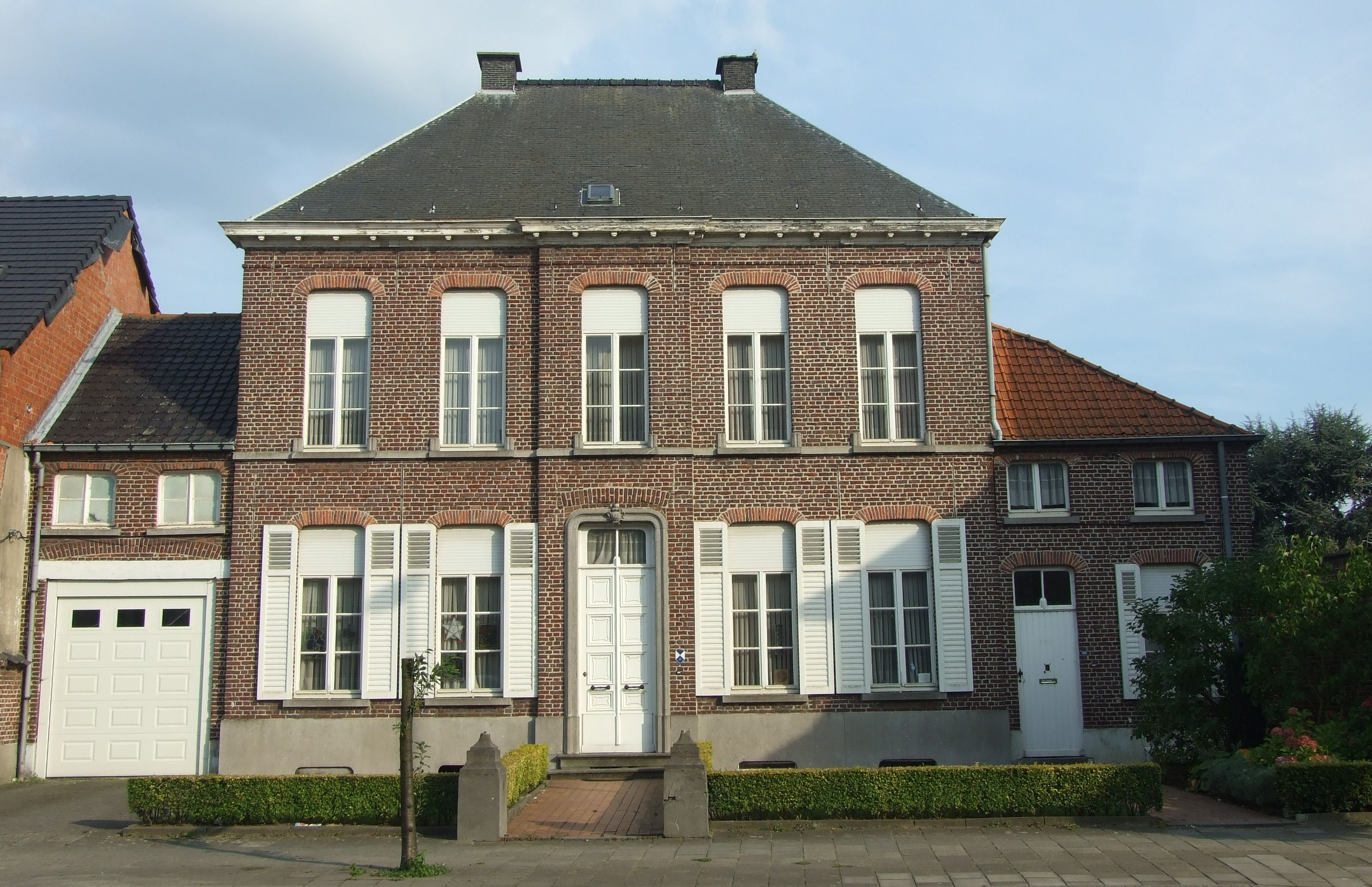
Pastorij.

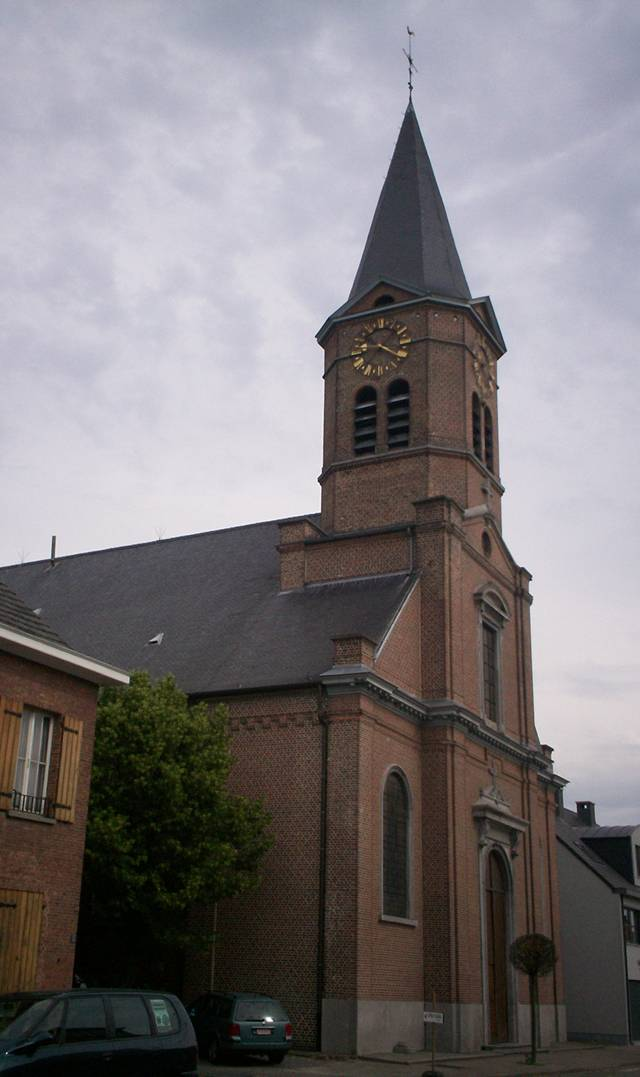
Onze-Lieve-Vrouw-Hemelvaartkerk.

Herdersem is een dorp in de Belgische provincie Oost-Vlaanderen en een deelgemeente van de stad Aalst, het was een zelfstandige gemeente tot aan de gemeentelijke herindeling van 1977. Herdersem telt ongeveer 2500 inwoners. Het is samen met Baardegem, Meldert en Moorsel een van de vier "Faluintjesgemeenten". De plaats ligt in de Denderstreek.
Het grenst aan Aalst, Moorsel, Hofstade, Gijzegem en Wieze. Herdersem is vooral bekend door zijn zeer levendige Sint-Antoniusverering en -viering in het weekend omstreeks de feestdag van de H. Antonius abt, de patroonheilige van de slagers die vaak met een varken wordt afgebeeld (17 januari). Herdersem heeft dan ook een Varkensmuseum.

## Geschiedenis
Naar alle waarschijnlijkheid was er in de zevende eeuw in Herdersem al bewoning. Het gebied werd beschermd door een versterking op de plaats Ham. Rond 868-869 duikt de naam Hardigisheim op in de bezittingenlijst van de abdij van Lobbes. De naam Hardigisheim betekent woonplaats van Hardigis of Harding. Herdersem maakte deel uit van het Graafschap Vlaanderen en kwam in de 11de eeuw in handen van de familie de Herdersem. Vanaf de 13de eeuw verandert de heerlijkheid een aantal keer van eigenaar tot ze in 1619 in het bezit komt van de familie Valdez. Hierdoor verkrijgt ze de titel van baronie.
Vanaf de 20ste eeuw werd landbouw minder en minder belangrijk in Herdersem en kwamen de eerste vormen van industrie op, waaronder een betoncentrale en een fabriek van textielmachines. Op 1 januari 1977 fusioneerde Herdersem met Aalst. Ondanks protest van een deel van de inwoners maakt het dorp vanaf dan deel uit van Groot-Aalst.

## Demografische ontwikkeling
- Bronnen:NIS, Opm:1831 tot en met 1970=volkstellingen; 1976 = inwoneraantal op 31 december

## Bezienswaardigheden
De voornaamste bezienswaardigheden zijn:
- De sacristie van de voormalige parochiekerk (gebouwd in 1764)
- De Onze-Lieve-Vrouw-Tenhemelopnemingkerk (1859-1861) met geklasseerd Van Peteghem-orgel
- De pastorie gebouwd in 1866
- De Onze-Lieve-Vrouw ten Beeldekenkapel (ter Linden, bij Sanderus vermeld als Onservrouwe ter Lynde)
- Diverse 19de-eeuwse wegkapellen
- Het borstbeeld van Alfons de Cock
- Het sashuis (1768-1769, vernieuwd in 1865)
- Het laat-classicistische herenhuis de Liser ( gebouwd in 1817)
- Het Monnikenhof met 17de-eeuwse kern
- De oude Sasbrug uit 1860, in 1976 verplaatst naar de omgeving van de huidige Wiezebrug
- Het galgenveld in het Denderland. De terechtstellingplaats in de omgeving van de plaats waar het kasteel stond.

## Natuur en landschap
Herdersem ligt aan de Dender op een hoogte van ongeveer 10 meter.  Het ligt in Zandlemig Vlaanderen. Langs de Dender vindt men, ten noorden van Herdersem, enkele natuurgebieden: 
- De restanten van de beemden aan de oude Dender.
- De Ketshoek, een overgebleven afgesloten arm van de gekanaliseerde Dender.

## Spotnaam
Zoals vele dorps- en stadsbewoners hebben ook de inwoners van Herdersem spotnamen. De meest bekende en verspreide spotnaam is "Meiviskoppen".

### Verklaring
- Meiviskoppen:

In Herdersem was het vroeger in mei altijd kermis. Dan kwamen er veel visleurders van Baasrode, Mariekerke en omstreken met meivis, die rond die tijd veel gegeten werd. Dit feit was voldoende om de inwoners van Herdersem Meiviskoppen te noemen.
- Walen:

Het Herdersemse dialect verschilt erg van de dialecten van de omliggende gemeenten en daarom konden die de inwoners van Herdersem moeilijk verstaan, net zoals ze de Walen (die Frans spraken) moeilijk konden verstaan.

## Jaarlijkse evenementen
- Herderrock
- Sint-Antoniuskermis
- Sint-Antoniusstoet (folkloristische stoet)[2]
- Boskantfuif (dit is een evenement dat inmiddels al meer dan 15 edities heeft gekend, het vindt doorgaans plaats de 1ste zaterdag van juli en telde meer dan 3000 bezoekers in 2011)

## Burgemeesters
Vanaf de onafhankelijkheid van België tot de fusie met Aalst heeft Herdersem 16 burgemeesters gehad. De eerste was Felix Van Geit, de laatste was Antoine Muylaert.
- 1830 : Felix Van Geit
- 1833 : Jan Matthijs
- 1855 : Frans Muylaert
- 1872 : Karel Van Hoorebeeck
- 1877 : Victor Goossens
- 1879 : Jan-Alfons Moens
- 1885 : Emiel Muylaert
- 1891 : Frans Wauters
- 1904 : Jan Alfons Moens
- 1913 : Sylvain Verhelst
- 1921 : Henri Moens
- 1927 : Frans Van Nuffel
- 1933 : Leon Muylaert
- Frans De Boeck (tijdens de Tweede Wereldoorlog)
- 1947 : Henri Moens
- 1971-1976 : Antoine Muylaert

## Geboren te Herdersem
- Alfons de Cock (1850-1921), schrijver, volkskundige
- Jozef De Cock (1877-1944), priester, schrijver, hoogleraar, doctor in de Germaanse filologie
- Frans Moeyersoon (1925-2013), CVP-politicus.

## Toerisme
Door dit dorp loopt onder meer de fietsroute Denderende Steden.

## Sport
In Herdersem speelt de voetbalclub SK Herdersem in de provinciale reeksen van de KBVB. Daarnaast speelt voetbalclub "Patro Herdersem" sinds 1959 in de Katholieke Sportfederatie.

## Nabijgelegen kernen
Wieze, Gijzegem, Aalst, Moorsel